# Mark 24 Tigerfish
Mark 24 Tigerfish é um torpedo pesado acústico, utilizado pela Marinha Real Britânica durante os anos 80 e 90. O desenvolvimento conceitual da arma foi iniciado em meados dos anos 50, começando formalmente em 1959, tendo em vista a introdução em serviço do torpedo em 1969. Um longo desenvolvimento acabou reduzindo os requerimentos de desempenho , incluindo a remoção das capacidades anti-superfície (anti-navio). O primeiro protótipo do torpedo Tigerfish foi entregue em 1967. 
O Tigerifsh foi equipado com sonares ativos e passivos, podendo serem remotamente controlados via um cabo (filoguiado) conectado ao submarino lançador. Esse sistema de direção permite que o torpedo seja lançado imediatamente após o primeiro alerta (enquanto o alvo é detectado ainda a longa distância). Isso permite que o torpedo tenha tempo para se aproximar do alvo enquanto é atualizado pelo sistema de controle de tiro do submarino das informações de curso e velocidade do alvo, podendo ser o ataque abortado ou ter outro alvo escolhido mesmo após o lançamento da arma. Tipicamente, torpedos filoguiados são lançados em baixa velocidade para maximizar seu alcance e minimizar o ruído de seu lançamento durante a aproximação e a fase de ataque.
Os testes em 1969 revelaram muitos problemas, especialmente no sistema de orientação. Um programa de modernização foi requerido, sendo produzido a variante Mod.1, na qual ganhava capacidades anti-superfície, sendo testada em 1975 e produzida em 1977, porém, somente em 1983 que a arma entrou oficialmente em serviço. Durante a Guerra das Malvinas, a arma demonstrou inúmeros problemas de confiabilidade. Uma modernização mais significante aconteceu logo após a guerra, na qual compreendeu todo o sistema de armas, principalmente o sistema de orientação/direção, tendo como resultado a variante Mod.2, de bem maior confiabilidade, em 1987. A modernização final seria a variante Mod.2*, em 1992.
Com o Tigerfish sendo posto em serviço, um novo projeto foi lançado, seguindo os requerimentos originais do Tigerfish e, ao fim, chegando até às superar. Esse projeto resultou no torpedo Spearfish, que começou a substituir o Tigerfish em 1988. O Tigerfish teve suas últimas unidades retiradas de serviço na Marinha Real Britânica em 2004. O torpedo também esteve em serviço na Turquia, Chile, Brasil, Colômbia e Venezuela, tendo sido produzido 2.184 torpedos.
Em 1990 a empresa chilena Cardoen foi licenciada para fabricar o Tigerfish para as Marinhas do Chile, Brasil e Venezuela.

## Operadores
- Reino Unido - Marinha Real Britânica
- Brasil - Marinha do Brasil
- Chile - Armada do Chile
- Colômbia - Armada Nacional da Colômbia
- Venezuela - Armada Bolivariana da Venezuela
- Turquia - Forças Navais Turcas

## Ligação externa
- Mark 24 Tigerfish